# Limnichus rufus
Limnichus rufus är en skalbaggsart som beskrevs av Maurice Pic 1923. Limnichus rufus ingår i släktet Limnichus och familjen lerstrandbaggar. Inga underarter finns listade i Catalogue of Life.